# Pasargadas (tribu)
Los pasargadas (en persa: پاسارگادیان‎, en griego antiguo: Πασαργάδαι, romanizado: Pasargadai, en latín: Pasargadae) eran una tribu iraní de Persis (en persa antiguo: Parsa) o Persia propiamente dicha, en el moderno suroeste de Irán (este antiguo país coincide aproximadamente con las modernas provincias iraníes de Fars, Bushehr y Hormozgan occidental). Era una de las tres tribus persas principales (los persas eran y son uno de los pueblos iraníes), junto con los marafios y los maspios. De los pasargadas procedía la familia real aqueménida.
La primera capital del Imperio aqueménida, Pasargada, estaba en el territorio de esta tribu y tomó su nombre de ellos.